# Tomasz Pirawski
Tomasz Pirawski (1564 – 30 de Julho de 1625) (em ucraniano: Томаш Піравський) foi um prelado católico romano que serviu como bispo auxiliar de Lviv de 1617 a 1625 e bispo titular de Nicopolis em Epiro no mesmo período.

## Biografia
Tomasz Pirawski nasceu em 1564 em Kazimierz, na Polónia.  No dia 13 de Novembro de 1617, foi nomeado durante o papado de Paulo V como Bispo Auxiliar de Lviv e Bispo Titular de Nicopolis em Epiro. A 27 de Maio de 1618, foi consagrado bispo por Jan Andrzej Próchnicki, Arcebispo de Lviv, com Stanisław Sieciński, Bispo de Przemyśl, e Stanisław Udrzycki, Bispo Titular de Argos e Bispo Auxiliar de Lutsk, servindo como co-consagradores. Pirawski serviu como Bispo Auxiliar de Lviv até à sua morte, no dia 30 de Julho de 1625.